# Popillia iwasei
Popillia iwasei är en skalbaggsart som beskrevs av Miyake 1996. Popillia iwasei ingår i släktet Popillia och familjen Rutelidae. Inga underarter finns listade i Catalogue of Life.